# Делибес, Мигель
Миге́ль Дели́бес Сетье́н (исп. Miguel Delibes Setién, 17 октября 1920, Вальядолид — 12 марта 2010, Вальядолид) — испанский прозаик, один из виднейших фигур испанской литературы после Гражданской войны, член Королевской академии испанского языка.

## Биография
Мигель Делибес был третьим из восьми детей преподавателя и директора городского коммерческого училища. По отцовской линии — родственник французского композитора Лео Делиба (брат композитора, дед Мигеля, переехал в Испанию). Учился в художественной школе. В 1938 году, во время гражданской войны, чтобы избежать принудительной мобилизации, Мигель Делибес записался на флот. По окончании войны он изучал коммерцию и юриспруденцию, однако интереса эти области у него не вызывали.
В семье Мигеля Делибеса и его жены Анхелес де Кастро было семеро детей. Старший сын писателя, Мигель (р. 1947) — известный биолог. Дочь Анхелес (р. 1948) — также биолог, исследовательница. Сын Херман (р. 1949) — исследователь доисторической эпохи, знаменитый археолог. Дочь Элиза (р. 1950) изучала испанскую и французскую филологию (возглавляет фонд Мигеля Делибеса). Сын Хуан (р. 1956) — также биолог; страстный охотник и рыбак, как и отец. Младший сын, Адольфо (р. 1960), изучал биологию. Младшая дочь Камино (р. 1962) окончила факультет философии и словесности.
Умер 12 марта 2010 года на 89 году жизни от рака прямой кишки, который был диагностирован в 1998 году.

## Литературная деятельность
В 1941 году он устроился в местную газету «El Norte de Castilla» («Север Кастилии») карикатуристом, а позже ступил на журналистскую стезю. В 1946 году Делибес занял кафедру коммерческого права в торговом училище в Вальядолиде, а в 1947 году вышел его первый роман «У кипариса длинная тень», отмеченный престижной премией Надаля.
Повесть «Дорога» (1950), как и ряд других своих произведений, писатель посвятил кастильской деревне, крестьянскому укладу жизни с его устойчивыми этическими ценностями, которые значат для автора больше, чем достижения цивилизации. Подобная жизненная позиция не раз приводила к столкновениям журналиста с реалиями франкистского режима и его цензурой, что и стало причиной смещения его с поста редактора газеты. Однако то, что Делибес не мог сказать через газету, он выражал в своих книгах. Так родился роман «Крысы» (1962) — эпическая трагедия кастильской деревни. Трагедию Гражданской войны 1936—1939 годов, влияние политической тирании послевоенных десятилетий на человеческую психологию и судьбу Делибес раскрывал в романе «Пять часов с Марио» (1966). Настоящие шедевры созданы писателем в жанре «охотничьей» прозы — «Дневник охотника» (1955), «Книга об охоте на мелкую дичь» (1966) и мн. др.
В 1973 году Мигель Делибес был избран в Испанскую королевскую академию языка. В том же году он стал членом Испанского общества Америки. Среди других произведений писателя, снискавших ему широкую известность, можно также назвать «Красный лист» (1959), «Войны наших отцов» (1975), «Кому отдаст голос сеньор Кайо?» (1978), «Святые безгрешные» (1981), «Письма шестидесятилетнего жизнелюбца» (1983), «Женщина в красном на сером фоне» (1991), многочисленные сборники эссе, статей и рассказов. Мигель Делибес удостоен целого ряда национальных литературных премий, в том числе и самой престижной в испаноязычной литературе — премии Сервантеса (1993); кроме того, писатель награждён французским орденом Искусств и литературы; доктор honoris causa нескольких университетов. А в 1998 году вышел исторический роман «Еретик» — новая книга писателя, которая многими считается его лучшим произведением и за которую автор был выдвинут на Нобелевскую премию по литературе. Популярность и влияние Делибеса тем более велики, что некоторые его произведения были поставлены в театре, а фильм «Святые безгрешные» по мотивам его романа был отмечен премией Каннского фестиваля в 1984 году за актёрскую работу.

### Произведения
- La sombra del ciprés es alargada (1947, Премия Надаля)
- El Camino (1950)
- Diario de un cazador (1955)
- Siestas con viento sur (1957, премия Фастенрат)
- Diario de un emigrante (1958)
- Parábola del náufrago (1969)
- El disputado voto del señor Cayo (1978)
- Los santos inocentes (1981)
- Diario de un jubilado (1996)
- El hereje (1998, Национальная премия по литературе)

### Публикации на русском языке
- Дорога. Крысы. Пять часов с Марио. М.: Прогресс, 1975
- Войны отцов наших. М.: Прогресс, 1978
- Красный листок. М.: Художественная литература, 1978
- Кому отдаст голос сеньор Кайо? Святые безгрешные. М.: Радуга, 1983
- Опальный принц. М:, Известия, 1983
- Письма шестидесятилетнего жизнелюбца. Клад. М.: Радуга, 1988.
- Крысы. М.: ЭКСМО-Пресс, 2000.
- Еретик. М.: Махаон, 2003

## Признание

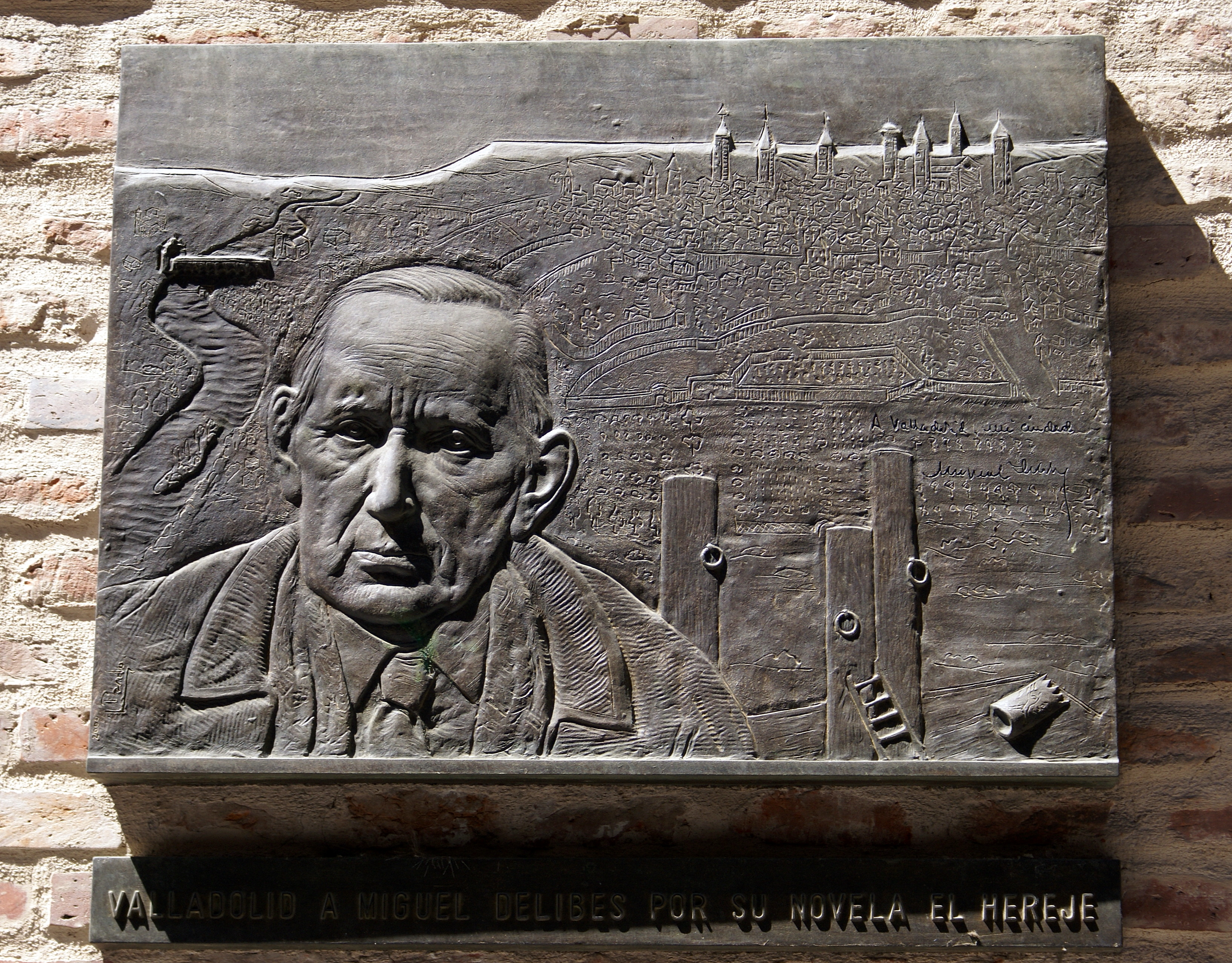
Мемориальная доска Мигеля Делибеса в Вальядолиде

- Литературная премия принца Астурийского (1982)
- Премия «Мигель де Сервантес» (1993)
- В 2000 году выдвигался кандидатом на Нобелевскую премию.
- Имя писателя носит библиотека Института Сервантеса в Москве[7].